# Eemsmondgebouw
Het Eemsmondgebouw is een kantoorgebouw aan de Duurswoldlaan in Farmsum bij de haven van Delfzijl in de Nederlandse provincie Groningen. Het gebouw staat op de locatie waar vroeger het hoornwerk Kostverloren gesitueerd was, dat de vestingstad Delfzijl moest beschermen voor aanvallen uit de richting van Farmsum. Het Eemsmondgebouw is kenmerkend door de betonplastieken ontworpen door kunstenaar Jaap van der Meij. Het gebouw stamt uit 1969 en het bevat een atoomschuilkelder. In 1973 werd het in gebruik genomen door de rijksdiensten voor het onderhoud en de reparatie van de zeebakens.
Het gebouw is in de jaren 1990 grondig gemoderniseerd en onder andere voorzien van een nieuw  klimaatsysteem. Eind 2006, toen het gebouw bijna leeg stond, was er sprake van dat het zou verdwijnen of dat de betonplastieken zouden worden verwijderd voor het aanbrengen van nieuwe gevels. In 2007 werd besloten om het gebouw grotendeels te voorzien van nieuwe gevelbekleding maar de betonplastieken ongemoeid te laten.

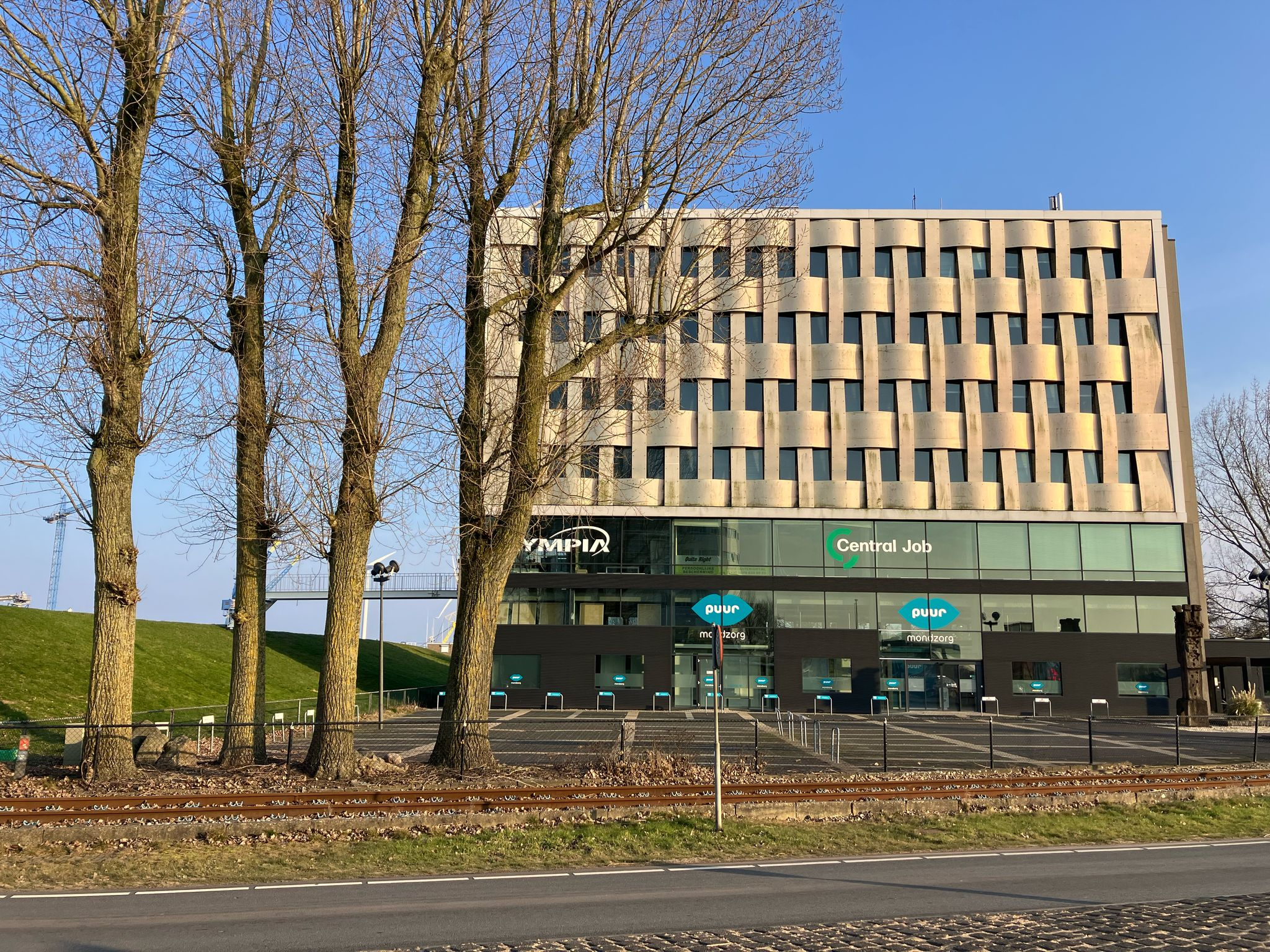
Het Eemsmond gebouw in Delfzijl